# Olympische Jugend-Winterspiele 2016/Teilnehmer (Malaysia)
| Gelbes Symbol für Goldmedaillen mit stilisierten Olympischen Ringen | Graues Symbol für Silbermedaillen mit stilisierten Olympischen Ringen | Braundes Symbol für Bronzemedaillen mit stilisierten Olympischen Ringen |
| ------------------------------------------------------------------- | --------------------------------------------------------------------- | ----------------------------------------------------------------------- |
| —                                                                   | —                                                                     | —                                                                       |

Malaysia nahm an den Olympischen Jugend-Winterspielen 2016 in Lillehammer mit einem Athleten in einer Sportart teil.

## Sportarten

### Eiskunstlauf
| Athleten       | Wettbewerb | Kurzprogramm | Kurzprogramm | Free skating | Free skating | Gesamt | Gesamt |
| Athleten       | Wettbewerb | Punkte       | Rang         | Punkte       | Rang         | Punkte | Rang   |
| -------------- | ---------- | ------------ | ------------ | ------------ | ------------ | ------ | ------ |
| Jungen         |            |              |              |              |              |        |        |
| Chew Kai Xiang | Einzel     | 46,53        | 11           | 90,94        | 13           | 137,47 | 11     |